# Alliantie voor Directe Democratie in Europa
De Alliantie voor Directe Democratie in Europa (ADDE) was een Europese politieke partij.

## Geschiedenis
ADDE werd opgericht in 2014. Zij bestond uit partijen die zich in het Europees Parlement aangesloten hadden bij de fractie van Europa van Vrijheid en Directe Democratie en uit gelieerde partijen zonder Europese zetels. De dominante nationale partij in ADDE was de UK Independence Party (UKIP), die 21 van de in totaal 27 Europese parlementariërs leverde bij de Europese Parlementsverkiezingen van 2014. Drie namens UKIP gekozen Europarlementariërs besloten niet toe te treden tot ADDE.
In 2015 werd ADDE als politieke partij op Europees niveau geaccepteerd door de Europese Unie, waardoor aanspraak op subsidiegelden verkregen werd ter waarde van € 1.241.725 met een extra bedrag van € 730.053 voor de gerelateerde politieke instelling, het Initiatief voor direkte democratie.
Eind 2016 stelde het Europees Parlement vast dat ADDE meer dan een half miljoen euro aan subsidiegelden gebruikt had voor partijfinanciering op nationaal niveau, wat niet was toegestaan. Als gevolg hiervan werd de subsidie voor 2017 gekort tot 40%.
In april 2017 werd ADDE insolvent verklaard. De partij werd op 24 mei 2017 opgeheven. 

## Lidpartijen
| Land                | Partij                                              | Europese zetels |
| ------------------- | --------------------------------------------------- | --------------- |
| België              | Parti Populaire                                     | 0 van 22        |
| Tsjechië            | Petr Mach Strana svobodných občanů (waarnemend lid) | 1 van 21        |
| Frankrijk           | Debout la France                                    | 0 van 72        |
| Frankrijk           | Joëlle Bergeron (onafhankelijk)                     | 1 van 72        |
| Litouwen            | Tvarka ir teisingumas                               | 1 van 12        |
| Nederland           | VoorNederland                                       | n.v.t.          |
| Polen               | Robert Iwaszkiewicz (KORWiN)                        | 1 van 51        |
| Zweden              | Sverigedemokraterna                                 | 2 van 22        |
| Verenigd Koninkrijk | UK Independence Party                               | 21 van 73       |
| Totaal              |                                                     | 27              |

Europees Links (EL) · Europese Christelijke Politieke Beweging (ECPM) · Europese Democratische Partij (EDP) · Europese Groene Partij (EGP) · Europese Volkspartij (EVP) · Europese Vrije Alliantie (EVA) · Patriots.eu · Partij van de Alliantie van Liberalen en Democraten voor Europa (ALDE) · Partij van Europese Conservatieven en Hervormers (ECR) · Partij van Europese Socialisten (PES) · Volt Europa